# Буконвилер
Буконвилер (фр. Bouconvillers) насеље је и општина у североисточној Француској у региону Пикардија, у департману Оаза која припада префектури Бове.
По подацима из 2011. године у општини је живело 370 становника, а густина насељености је износила 77,24 становника/km². Општина се простире на површини од 4,79 km². Налази се на средњој надморској висини од 98 метара (максималној 121 m, а минималној 62 m).

## Демографија
| 1962. | 1968. | 1975. | 1982. | 1990. | 1999. | 2011. |
| ----- | ----- | ----- | ----- | ----- | ----- | ----- |
| 167   | 180   | 167   | 323   | 350   | 362   | 370   |

График промене броја становника у току последњих година